# Lesce

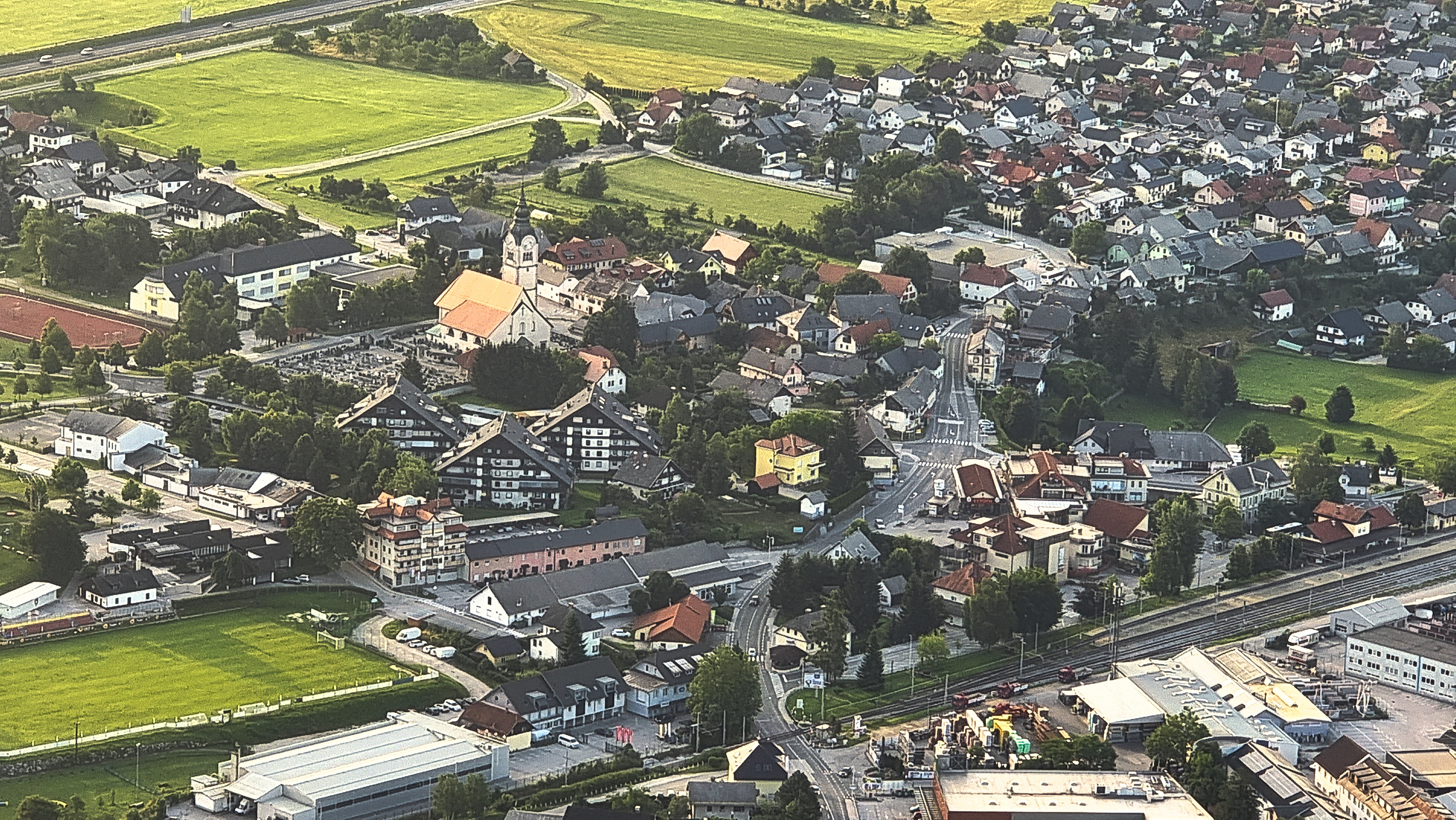
Vista aérea de Lesce

Lesce es una ciudad del municipio de Radovljica en la región de la Alta Carniola de Eslovenia. Es un centro industrial y turístico.
Con una población de 2918 habitantes en 2015, es uno de los asentamientos más antiguos de la región, mencionado por primera vez en un documento del año 1004 junto con Bled y Bohinj.
En Lesce se encuentran el aeródromo de Lesce-Bled y el camping de Šobec, así como una iglesia de peregrinación dedicada a la Asunción de la Virgen.
Lesce es la ciudad natal de los esquiadores Vinko Bogataj y Franci Petek. Lesce fue seleccionada por MTV como lugar para su evento anual Spring Break Jam en la primavera de 2009.